# エリエーサー・ナバーロ
エリエーサー・ナバーロ（Eliecer Navarro, 1987年10月26日 - ）はパナマ共和国ダビッド出身の元プロ野球選手（投手）。左投左打。

## 経歴
2006年にピッツバーグ・パイレーツと契約。
2007年はルーキー級ドミニカン・サマーリーグ・パイレーツで8勝2敗、防御率2.83、85奪三振の成績を残した。2008年も同チームでプレーし、4勝3敗、防御率1.42、108奪三振の成績を残した。
2009年開幕前の3月に、第2回WBCのパナマ代表に選出された。この年はルーキー級ガルフ・コーストリーグ・パイレーツで4勝2敗、防御率3.77、23奪三振の成績を残した。
2012年11月には、母国パナマで行われた第3回WBC予選のパナマ代表に選出され、2大会連続2度目の選出を果たした。この年はA+級ブレイデントン・マローダーズで5勝8敗、防御率3.62、88奪三振の成績を残した。
2013年はA級プレイデントンで1勝9敗ながら防御率2.86の成績を残し、初めてAA級アルトゥーナ・カーブに昇格したが、4勝8敗、防御率4.52に終わり、2014年3月にリリースされた。
以降はプエルトリコのウィンターリーグであるリーガ・デ・ベイスボル・プロフェシオナル・ロベルト・クレメンテでプレー。
2016年には第4回WBC予選のパナマ代表に選出されている。

## 詳細情報

### 代表歴
- 2009 ワールド・ベースボール・クラシック・パナマ代表
- 2013 ワールド・ベースボール・クラシック・パナマ代表
- 2017 ワールド・ベースボール・クラシック・パナマ代表